# Comocladia gracilis
Comocladia gracilis är en sumakväxtart som beskrevs av Helwig. Comocladia gracilis ingår i släktet Comocladia och familjen sumakväxter. Inga underarter finns listade i Catalogue of Life.